# Énergie aux Seychelles
Le secteur économique de l'énergie aux Seychelles occupe une place prédominante dans le pays.
Elle fait appel aux produits pétroliers, biomasse et éolien .

## Géographie

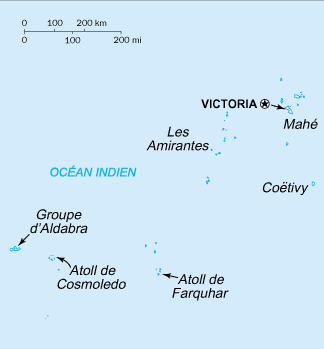
Carte des Seychelles

Seychelles est un archipel de cent quinze îles (dont une artificielle), situé en Afrique de l'Est formant un État insulaire situé dans le nord-ouest de l'océan Indien, à environ 1 060 km au nord-est de Madagascar et  1 300 km au sud-est de la  Somalie. Le pays est constitué d'un archipel de 115 îles tropicales réparties en îles granitiques et coralliennes.
Toutes ces îles sont regroupées en un État dont la capitale est la ville de Victoria sur l'île principale de Mahé. Trente-trois îles sont habitées.

## Contexte
La production électrique est assurée par la société parapublique Public Utilities Corporation (PUC). La totalité de la population a accès à l’électricité.
En 2018, La production électrique dont la puissance installée est d'environ 100 MW est principalement assurée par quatre centrales thermiques au fioul lourd (97 % ), tandis que les énergies renouvelables représentent une petite fraction (2,5%) du mix électrique. Une centrale éolienne de 6 MW et une centrale solaire de 3,5 MW sont en place. Les Seychelles ont un potentiel d’énergie renouvelable, notamment solaire, éolienne, hydraulique et géothermique, qui reste encore peu exploité (2013).
le pays compte diversifier son mix électrique, notamment avec des projets d’énergie renouvelable ou de gaz naturel parfois en partenariat avec d’autres régions, comme la Réunion.

## Énergie

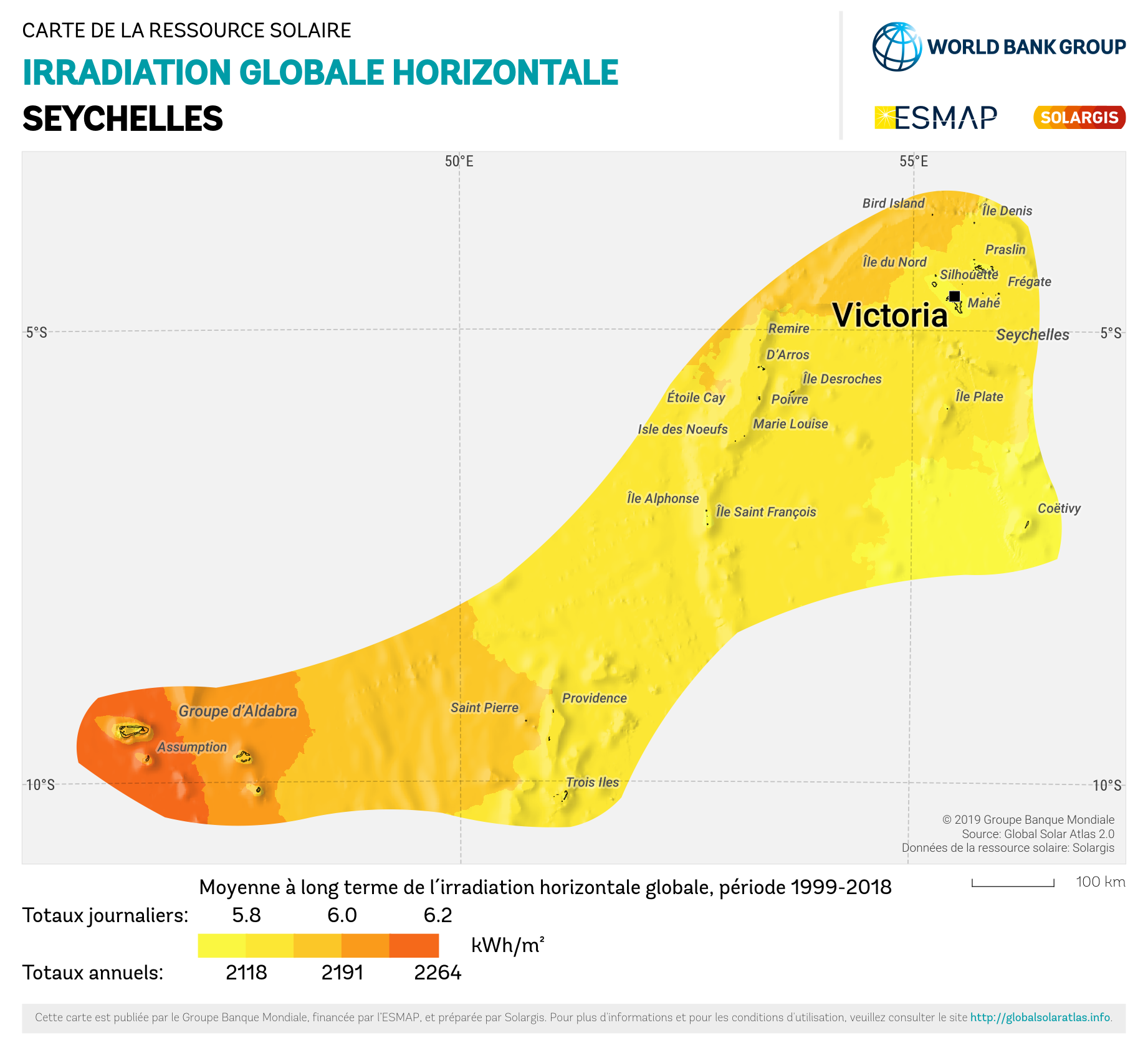
Ressources solaires

Le bilan énergétique 2020 de l'AFREC montre que, l'approvisionnement total en  énergie primaire (ATEP) de 208 ktep a été consommé comme suit : 65% pour  les produits pétroliers, 34% pour l'électricité, 1% pour les biocarburants et les déchets. Le pays a une dépendance aux produits pétroliers pour la majorité des besoins énergétiques.

## Biomasse
Peu d'études ont été menées sur le potentiel de la biomasse aux Seychelles. Des essais préliminaires pour les gazéificateurs dans les  communautés rurales comme moyen d'électrification ont été menés par le Biomass Technology Group, avec un financement de la Banque mondiale, les résultats sont jugés prometteurs.

## Électricité décarbonée
La majorité de la production d'électricité est saisonnière, essentiellement éolienne est produite entre juin et septembre, lorsque la force du vent sont les plus élevées sur l'île de Mahé.
En 2018, Masdar a ouvert un parc solaire (5MW) operatonnel en 2022.

## Principales sources d'énergie
- Centrales thermiques au fioul lourd : La production électrique aux Seychelles est principalement assurée par quatre centrales thermiques fonctionnant au fioul lourd.
- Énergie éolienne : Une centrale éolienne de 6 MW exploiter l’énergie du vent depuis 2013[6].
- Énergie solaire : Une centrale solaire de 3,5 MW est en service.
- Potentiel inexploité : Hydraulique, géothermique et Biomasse.

## Développement d'énergies alternatives
La politique énergétique du pays prévoit 15 % d'énergies renouvelables d'ici 2030.
- Île de Desroches : L’île de Desroches consomme 90 % de carburant en moins grâce à un parc solaire de 2,5 mégawatts mis en service par la Islands Development Company (IDC) (2021). Cette ferme solaire est la deuxième plus grande installation solaire des Seychelles après celle de l’île de Romainville. Elle alimente notamment un hôtel Four Seasons sur l’île[8].
- Projets photovoltaïques : Divers projets d’énergie renouvelable ont été proposés pour les îles de Mahé, Praslin et La Digue. Ils incluent des systèmes photovoltaïques (PV) agri-voltaïques, des systèmes PV flottants et une centrale PV montée sur des structures surélevées[9].
- Projet d'une ferme solaire flottante de 4 MW: Sur la côte nord-ouest de l'île de Mahé[7].